# 新瓜里塔
新瓜里塔是巴西马托格罗索州的一个市镇。总面积1087.31平方公里，总人口5054人，人口密度4.6人/平方公里。